# Székesút község
Székesút község (románul: Comuna Secusigiu) község Arad megyében, Romániában. Központja Székesút, beosztott falvai Munár, Németszentpéter, Temesnagyfalu.

## Népessége
A 2011-es népszámlálás adatai alapján a község népessége 5509 fő volt.